# Meranoplus aureolus
Meranoplus aureolus é uma espécie de formiga do gênero Meranoplus, pertencente à subfamília Myrmicinae.